# Apatema junnilaineni
Apatema junnilaineni is een vlinder uit de familie dominomotten (Autostichidae). De wetenschappelijke naam is voor het eerst geldig gepubliceerd in 2001 door Vives.
Deze vlinder komt voor in Europa.